# Ulmus okanaganensis
Ulmus okanaganensis — вимерлий вид квіткових рослин з родини в'язових (Ulmaceae). Вид відомий за викопними рештками листя, квітів та плодів, знайденими у ранньоеоценових відкладеннях північного штату Вашингтон, США, та подібних вікових формаціях у Британській Колумбії, Канада.

## Морфологічна характеристика
Квіти та плоди розвиваються на пучках у листових вузлах гілок. Плоди дрібні, розміром від 2.5 до 3.75 мм, з квітконіжкою до 3.5 мм завдовжки. Як і у видів сучасного Ulmus sect. Chaetoptelea, плоди не мають навколишнього крила, а стовпчики на верхівці плоду вільні. Плоди U. sect. Chaetoptelea відзначаються чіткою війчастістю з багатьма тонкими волосками на плодах, але описано лише одну скам'янілість, яка показує війчастість, інші екземпляри гладкі, можливо, в результаті процесів, що передували скам'янінню. 

## Історія
Скам'янілості U. okanaganensis були виявлені у п'яти місцях у західній частині Північної Америки. В описі типу зазначено знахідки у 49-мільйонній гірській формації Клондайк поблизу Репабліка, штат Вашингтон, а також у британсько-колумбійських місцях Уан Майл-Крік поблизу Принстона, Британська Колумбія, у пластах скам'янілостей Мак-Абі на схід від Кеш-Крік та в провінційному парку Дріфтвуд-Каньйон на північний схід від Смітерса. У 2009 році вид був зареєстрований на четвертій стоянці Британської Колумбії поблизу Фолкленду (англ. Falkland, British Columbia). Вік місць розташування Оканаган-Хайленд загалом відповідає ранньому еоцену, причому ділянки, для яких сучасні радіометричні дати за допомогою уран-свинцевого або аргон-аргонного методів, мають іпрський вік, тоді як недатовані ділянки або ті, що мають старіші дати, можливо, трохи молодші та мають лютецький вік.